# Ecclinusa ulei
Ecclinusa ulei är en tvåhjärtbladig växtart som först beskrevs av Kurt Krause, och fick sitt nu gällande namn av Charles Louis Gilly och Arthur John Cronquist. Ecclinusa ulei ingår i släktet Ecclinusa och familjen Sapotaceae. IUCN kategoriserar arten globalt som livskraftig. Inga underarter finns listade i Catalogue of Life.